# Dendrolito
En paleontología, se denomina dendrolito a una petrificación de un tronco, principalmente de coníferas y helechos. 
En estas petrificaciones, la estructura se mantiene tan bien conservada que permite diferenciar según familias, géneros y especies.